# The Orleans
The Orleans ist ein Hotel und Casino in Paradise, Nevada, in der Nähe des Las Vegas Strip. Es ist im Besitz und wird betrieben von Boyd Gaming. Es umfasst die große Mehrzweck-Arena Orleans Arena, die in eine Eislaufbahn umgewandelt werden kann und 9.000 Besuchern Platz bietet.
Obwohl das Orleans eine beträchtliche Anzahl von Touristen anzieht, insbesondere während des Mr. Olympia-Wettbewerbs, wird es in erster Linie als Casino für Einheimische betrachtet. Es liegt etwa 1,3 km westlich des Las Vegas Strip, bietet aber von 9:00 bis 12:30 Uhr einen kostenlosen Shuttlebus an.

## Geschichte
Das 173 Millionen Dollar teure Orleans wurde am 18. Dezember 1996 auf einem 88 Hektar großen Grundstück mit 840 Hotelzimmern eröffnet. Als das Orleans zum ersten Mal eröffnet wurde, erfüllte es die Erwartungen nicht. Im Jahr 1999 wurden das Casino und andere Bereiche erheblich erweitert. Der Erfolg dieser Veränderungen zeigte sich in weiteren Erweiterungen in den folgenden Jahren.
Die Orleans Arena wurde 2003 hinzugefügt.
Am 15. Juni 2008 fand hier das letzte Konzert des Komikers George Carlin statt.